# ان‌جی‌سی ۵۷۸
ان‌جی‌سی ۵۷۸ (انگلیسی: NGC 578) یک کهکشان مارپیچی در صورت فلکی نهنگ است. این کهکشان حدود ۶۰ میلیون سال نوری از زمین فاصله دارد، و در ۱۱ نوامبر ۱۸۳۵ توسط جان هرشل کشف شد.